# Entwicklungsrisiko
Entwicklungsrisiko bezeichnet eine von einem Produkt ausgehende Gefahr, die nach dem Stand von Wissenschaft und Technik zur Zeit des Inverkehrbringens des Produkts nicht erkennbar war. Eine Haftung für das Entwicklungsrisiko trifft den Hersteller nur, sofern ein besonderes Gesetz (z. B. das Arzneimittelgesetz) eine entsprechende Einstandspflicht vorsieht (§ 1 Abs. 2 Nr. 5 des Produkthaftungsgesetzes).